# Hulodes fusifascia
Hulodes fusifascia är en fjärilsart som beskrevs av Walker 1869. Hulodes fusifascia ingår i släktet Hulodes och familjen nattflyn. Inga underarter finns listade i Catalogue of Life.